# Ейблізм
Ейблізм — це системна дискримінація людей з хронічними захворюваннями та інвалідністю.

## Суть явища
Ейблізм — це вид дискримінації, а саме системна дискримінація і соціальне упередження проти людей з інвалідністю. Ейблізм характеризує людей, орієнтуючись тільки на їх порушення і ставить їх потреби на другий план, порівняно з іншими людьми. Саме через це, людям з інвалідністю приписують або навпаки відмовляють у певних навичках або рисах характеру. Існує ряд стереотипів пов'язаних з різними видами інвалідності і ці стереотипи слугують виправданням для практики ейблізму і поширення дискримінації в цілому. Подібне ставлення негативно впливає на людей з інвалідністю, обмежуючи вибір професій, розваг тощо, і в цілому змінює їх ставлення до самих себе.
У суспільстві звичайна людина розглядається як норма, в той час як людина з інвалідністю є відхиленням від норми, і це один з головних проявів ейблізму. Інвалідність сприймається як щось, що потребує усунення, найчастіше з допомогою медичного втручання. Тобто, інвалідність це свого роду помилка, ніж підтвердження людського розмаїття — як раса, стать або сексуальна орієнтація.
Один з найчастіших проявів дискримінації щодо людей з інвалідністю — це заперечення їх незалежності. Так, наприклад, коли офіціант звертається до супроводжуючих людини з інвалідністю, а не безпосередньо до неї самої.

## Історія і приклади явища
Перше відоме використання слова «ейблізм» було в 1981, що робить його відносно новим. Проте саме поняття дискримінації людей з інвалідністю існувало задовго до цього. Яскравими прикладами є:
- Бар'єри, а саме поганий доступ до навчальних закладів, закладів культури, фізичної культури і спорту, медичного та оздоровчого призначення, адміністративного призначення, а також об'єктів транспортної інфраструктури
- Люди з інвалідністю виключені з культурних і соціальних норм, які надають задоволення (секс, сексуальна освіта, сексуальне здоров'я, шлюб та батьківство)[4]
- Благодійність хотіла усунути прояви інвалідності шляхом її непривабливої демонстрації. Іншими словами, люди збирали гроші на благодійність шляхом демонстрації людей з інвалідністю за гроші. У 17-му і 18-му століттях за плату європейські громадяни навіть могли відвідати тюрми, виправно-трудові табори або божевільні, щоб подивитися на «несамовитих божевільних», прикутих ланцюгом у клітках.

## Наслідки
У деяких країнах внесені зміни в законодавство, щоб допомогти уникнути проявів дискримінації людей з інвалідністю.

### Велика Британія
У Великій Британії дискримінація людей з інвалідністю стала незаконною в результаті Закону про Дискримінацію Стосовно Осіб з інвалідністю, 1995 і 2005 років. Вони пізніше були анульовані, але ті ж пункти були включені в Закон про Рівність 2010 року. Згідно з цим законом є кілька типів дискримінації, які заборонені. Це пряма дискримінація (с. 13 (1)), непряма дискримінація (с. 6 і 19 с.), утиск (с. 26), віктимізація (с. 27 (2)), дискримінація, яка є результатом інвалідності (с. 15 (1)) і нездатність внести розумні коригування (с. 20).

### США
До 1970-х ейблізм у США часто був «зашифрований» у самих законах. Наприклад, так звані «жахливі закони» забороняли людям з'являтися на публіці, якщо у них були хвороби або спотворення, які вважалися непривабливими.
Розділ 504 і інші розділи Закону про Реабілітацію 1973 року і Американського Закону про людей з інвалідністю 1990 року (коротко ADA), внесли в закон певні цивільно-правові санкції за відмову або нездатність обладнати публічні місця так, щоб вони відповідали певним рекомендаціям, також відомим як Рекомендації Доступності ADA. Цей закон також допоміг розширити використання певних адаптивних пристроїв, таких як TTYs (телефонні системи для людей з порушеннями слуху), комп'ютерне апаратне і програмне забезпечення, пандуси для крісел-колісних і ліфти в громадському транспорті та житлових комплексах. Крім того, ці закони забороняють пряму дискримінацію людей з інвалідністю у державних програмах, програмах зайнятості, громадському транспорті та місцях громадського користування, таких як магазини та ресторани.

### Україна
16 грудня 2009 року була ратифікована Конвенція про права осіб з інвалідністю. Документ встановлює неприпустимість дискримінації за ознакою інвалідності, у тому числі при працевлаштуванні. Крім того, поправки створюють правову базу для значного розширення можливостей  захисту прав людей з інвалідністю, у тому числі в адміністративному порядку та в суді. Закон визначив обов'язкові для виконання всіма власниками об'єктів і постачальниками послуг конкретні обов'язки щодо створення людям з інвалідністю рівних з іншими умов. На практиці ж боротьба з ейбілізмом в Україні під великим питанням і потребує вдосконалення.

## Роль і вплив явища
Ейблізм має багато форм у всьому світі. Іноді ейбліст має намір завдати шкоди, але частіше ейблісти це люди, які намагаються пожаліти.
Попри прогрес у цьому питанні в різних країнах, в цілому суспільство не пристосоване для людей з інвалідністю. Безліч магазинів недоступні для людей, які використовують крісла-колісні, тому що власник магазину не мав фізичних порушень і не думав, що люди на візках не зможуть до нього потрапити.
Проти людей з інвалідністю часто чинять насильство. Понад 90 % людей з інвалідністю переживають сексуальне насильство принаймні раз у житті. 49 % пережили сексуальне насильство понад 10 разів.
50 % людей з інвалідністю, у яких немає роботи, хочуть мати роботу, але не можуть її знайти. Іноді людям з інвалідністю не дають робочі місця, навіть якщо вони цілком здатні впоратися з роботою, але роботодавці віддають перевагу звичайним «здоровим» людям.

## Критика
Існує також «анти-анти-ейблізм», серед прихильників якої доктор наук Джон Когберн. Він часто висловлює свою позицію з цього питання, як у своїх лекціях, так і у власному блозі. Його пост від 6 вересня 2014 року під назвою «У похвалу анти-анти-ейблізму» цілком присвячений даній темі і викликав неабияке обговорення.
Людям з інвалідністю часто закидають, що вони зазнають позитивних дій, через що їх власні заслуги вважають результатом отриманих переваг.